# Normalkosten
Normalkosten sind in der Betriebswirtschaftslehre und insbesondere in der Kostenrechnung eine Kostenart, die als Durchschnittskosten aus den Istkosten vergangener Rechnungsperioden abgeleitet werden.

## Allgemeines
Über den Begriff der Normalkosten gibt es in der Fachliteratur einen unterschiedlichen Meinungsstand. Albert Schnettler sah 1949 in den Normalkosten „aus den Durchschnittskosten früherer Abrechnungszeiträume mit Korrekturen rationaler Wirtschaftsführung“ abgeleitete Kosten. Erich Kosiol verstand 1979 unter Normalkosten „mittlere durchschnittliche oder nivellierte Kosten, die aus anderen Kosten abgeleitet werden“. Günter Wöhe versteht darunter, dass „bestimmte Kosten nicht mit ihren tatsächlichen, sondern mit durchschnittlichen Mengen und Preisen angesetzt werden“.
Normalkosten werden jedenfalls aus den Istkosten vergangener Rechnungsperioden hergeleitet. Ihre Ermittlung kann verfeinert werden, wenn lediglich vergangene Istkosten, die einen ähnlichen Beschäftigungsgrad aufweisen, herangezogen werden.

## Ermittlung
Normalkosten {\displaystyle K_{n}} sind das Produkt aus der Ist-Beschäftigung {\displaystyle B_{i}} mit einem konstanten Normalkostensatz {\displaystyle N_{i}}:
{\displaystyle K_{n}=B_{i}\cdot N_{i}}.
Die Kosteneinflussgrößen dürfen keinen starken Schwankungen unterliegen. Deshalb müssen bei der Erhebung Extremwerte (etwa Überbeschäftigung, Unterbeschäftigung) ausgesondert werden, optimal ist die Auswahl von Istkosten mit Normalbeschäftigung. Aus den Istkosten sind zudem jene Kosten periodengerecht aufzugliedern, die nicht dauerhaft im Produktionsprozess anfallen wie Urlaubsgeld, Reparaturkosten oder Abgaben.

## Verwendung
Die Normalkosten werden der Kalkulation zugrunde gelegt, wenn die Istkosten stark schwanken und somit die Preiskalkulation häufig angepasst werden müsste. Da es in der Praxis keine Normalkostenrechnung in ihrer reinen Form gibt, wird anstatt dessen in der Istkostenrechnung mit Normalkosten gerechnet.

## Wirtschaftliche Aspekte
Normalkosten wurden ursprünglich gebildet, indem für eine Kostenstelle aus Istkosten vergangener Rechnungsperioden der Durchschnittswert errechnet wurde und dieser durch die Summe der Bezugsobjekte (etwa Fertigungsstunden) dividiert wurde, wobei Änderungen der Kostenstruktur zunächst unberücksichtigt blieben. Adolf Müller definierte sie als „statische Werte aus den Istkosten vergangener Abrechnungsperioden“.
Sind die Istkosten höher als die Normalkosten, liegt eine Kostenüberdeckung vor, umgekehrt eine Kostenunterdeckung. Für die Kostenkontrolle eignen sich weder die Istkosten noch die Normalkosten.

## Abgrenzungen
Plankosten sind Kosten, bei denen die Menge und Preise der für eine geplante Ausbringung benötigten Produktionsfaktoren ebenfalls Plangrößen sind. Sollkosten sind dagegen die Kostenvorgaben für die jeweilige Ist-Beschäftigung in einer Kostenstelle. Plan- und Sollkosten stimmen nur dann überein, wenn die Ist-Beschäftigung mit der Plan-Beschäftigung identisch ist. Istkosten sind die während des Produktionsprozesses innerhalb einer Rechnungsperiode tatsächlich entstandenen Kosten. Standardkosten sind die auf einen standardisiert hergestellten Kostenträger der Serienfertigung bezogenen Plankosten.